# Cyanopepla aberrans
Cyanopepla aberrans là một loài bướm đêm thuộc phân họ Arctiinae, họ Erebidae.